# Adele Gödel
Adele Nimbursky Porkert o también Adele Gödel (Renania-Palatinado, 4 de noviembre de 1899-Doylestown, 4 de febrero de 1981) fue una bailarina de cabaret estadounidense de origen austríaco, conocida por ser la esposa del lógico, matemático y filósofo Kurt Gödel.

## Biografía
Su origen familiar era más bien modesto. Su padre Josef Porkert era un fotógrafo retratista y tuvo muy poca educación formal. De muy joven se casó por vez primera con Xy Nimbursky, aunque el matrimonio escasamente duró apenas un año. En 1928 Adele fue vecina de Kurt Gödel en Viena, la misma Viena de Freud, Wittgenstein, Popper, Schönberg y Hayek. Se conocieron cuando ella trabajaba de recepcionista y bailarina en un cabaret. El 20 de septiembre de 1938 finalmente contrajo matrimonio con Kurt, al que conocía desde hacía 10 años. Los padres de Kurt se oponían a esta relación, porque se trataba de una bailarina divorciada y seis años mayor que él.
No tuvieron hijos. Una vez unos invitados le preguntaron si la extraña pareja no tenía hijos. Ella respondió aludiendo a la enfermiza salud de su cónyuge: "¡Miren a este hombre escuálido! ¿Cómo debería traer un niño?” Aunque sí que llegaron a tener un perro y dos canarios.
Adele defendió a su esposo en 1939 cuando un grupo de jóvenes nazis lo atacó en el Strudlhofstiege, en el centro de Viena. Después del suceso en Strudelhofstiege, Adele y Kurt se fueron de Viena. El 15 de enero de 1940 partieron hacia Moscú. Luego, tomaron el Ferrocarril Transiberiano hasta su última parada en el Lejano Oriente, Vladivostok. Allí cogieron un barco rumbo a San Francisco y después atravesaron Estados Unidos en tren hasta Princeton, junto al amigo de Kurt, Albert Einstein. El 2 de abril de 1948, los dos adquirieron la ciudadanía estadounidense. Adele y Kurt eran un matrimonio tradicional con sus respectivos roles clásicos. Solo en algunas líneas era citada de pasada en los ensayos sobre Kurt, y siempre en tono condescendiente los autores la aludían a ella o incluso caían en el ninguneo.

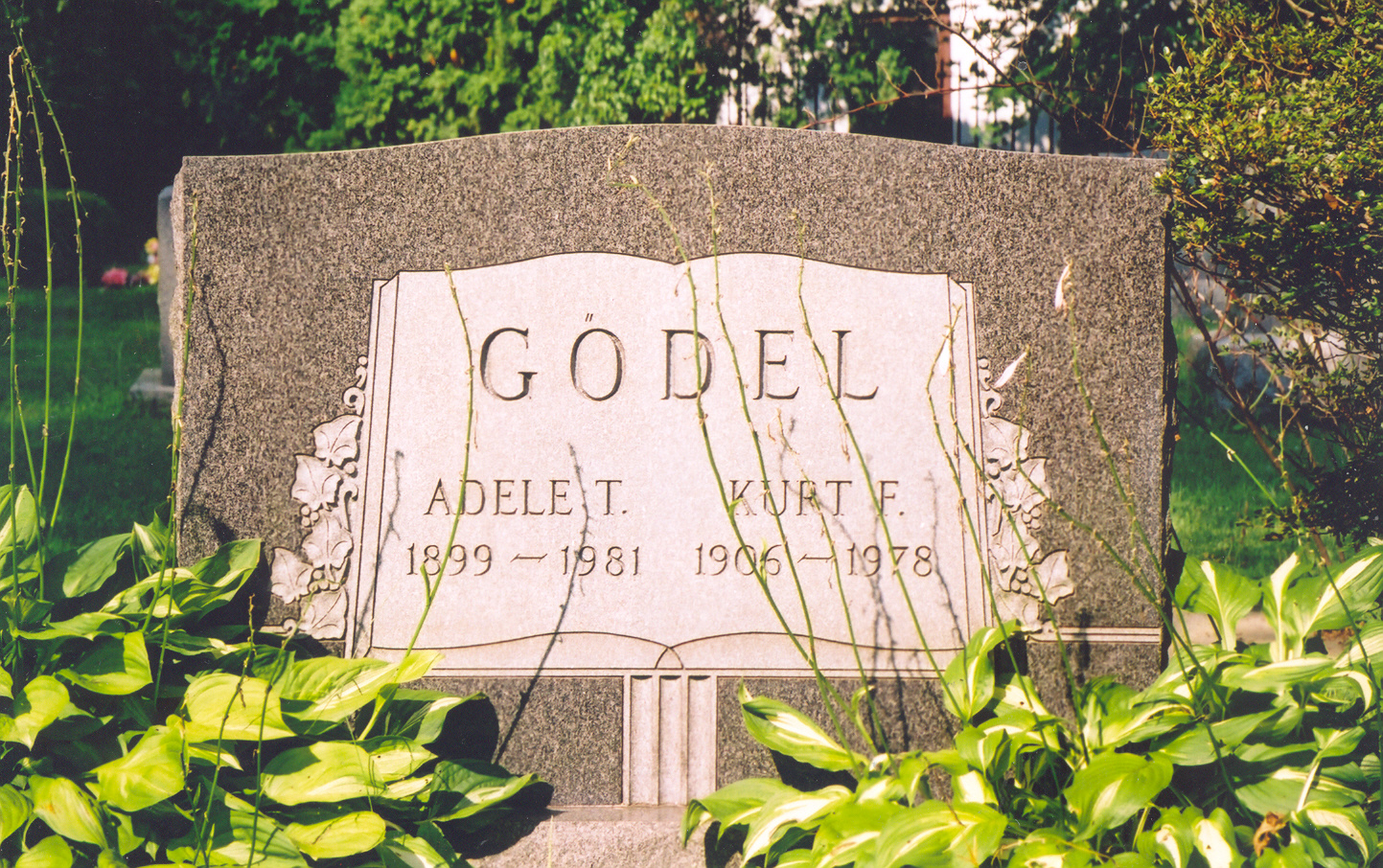
Tumba de Adele y su esposo Kurt Godel en Princeton, New Jersey.

Pese a esto, Adele disfrutaba del estatus de esposa de un intelectual. "Soy la esposa del profesor del Instituto de Estudios Avanzados", se presentaba a sí misma en sociedad. Aunque la vida científica de su esposo la llevó a separarse de Viena, lo cual Adele inicialmente sufrió bastante y comenzó a beber.
En los últimos años de Kurt Gödel, él sufrió de períodos de inestabilidad y enfermedad mental, teniendo temores obsesivos a ser envenenado debido a los supuestos gases peligrosos de los refrigeradores y radiadores. Adele no debía cerrar las ventanas incluso en invierno, él siempre guardaba su abrigo en el departamento y no comía a menos que su esposa Adele preparara su comida. En junio de 1977, Adele tuvo que ser hospitalizada durante seis meses y no pudo continuar preparándole la comida. Cuando ella regresó a casa en diciembre, Kurt pesaba poco más de 30 kilogramos. El 14 de enero de 1978, Kurt Gödel muere de desnutrición.
Un año después, Adele se muda a una residencia de ancianos. Sin su esposo, ya no tiene trabajo. Muere el 4 de febrero de 1981. Los restos de ambos reposan juntos en el cementerio de Princeton.

### La diosa de las pequeñas victorias
"La diosa de las pequeñas victorias" fue la primera novela de la escritora francesa Yannick Granneck, ganadora del Premio de los Libreros Franceses en 2013. Es un tributo biográfico a Adela Godel.

#### Sinopsis
Una joven documentalista, Anna Roth, emprende una ambiciosa tarea: recuperar los archivos del matemático Kurt Gödel. Su misión consiste en ganarse la confianza de la viuda de Gödel, Adele, una anciana muy peculiar, reacia a entregar esos documentos de gran valor científico.
Tras su primer encuentro, Adele establece sus reglas. Sabe que su muerte está próxima y tiene una historia que contar, un relato que nadie ha escuchado hasta entonces. De la Viena de los años treinta al Princeton de posguerra, de la Segunda Guerra Mundial al macartismo, del fin del ideal positivista a la llegada del arma nuclear, Anna se rinde a los encantos de una mujer que vivió confrontada a la difícil ecuación entre genio y amor, y que le proporcionará el valor necesario para cambiar su propia vida.